# Burro di mango

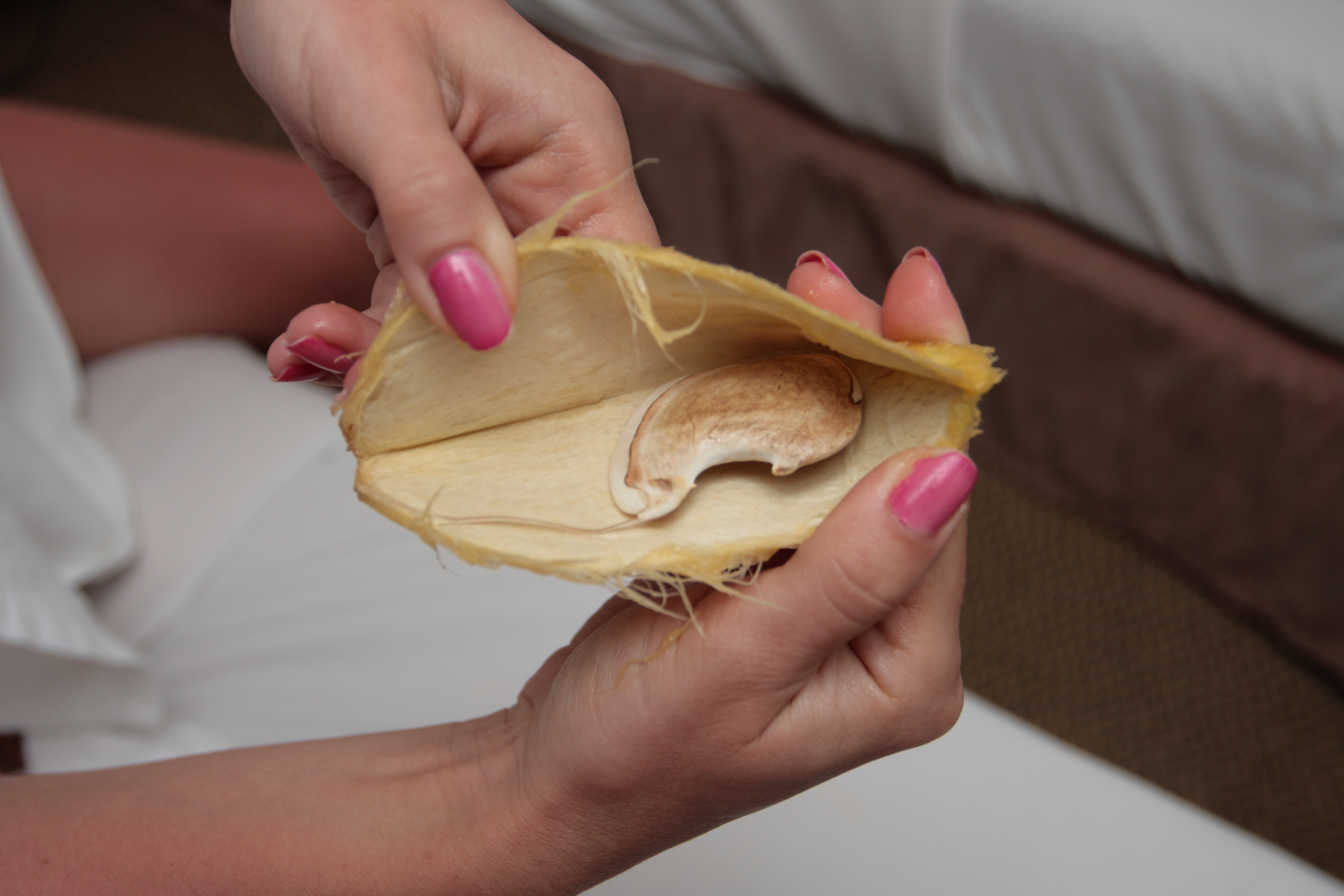
seme di mango aperto

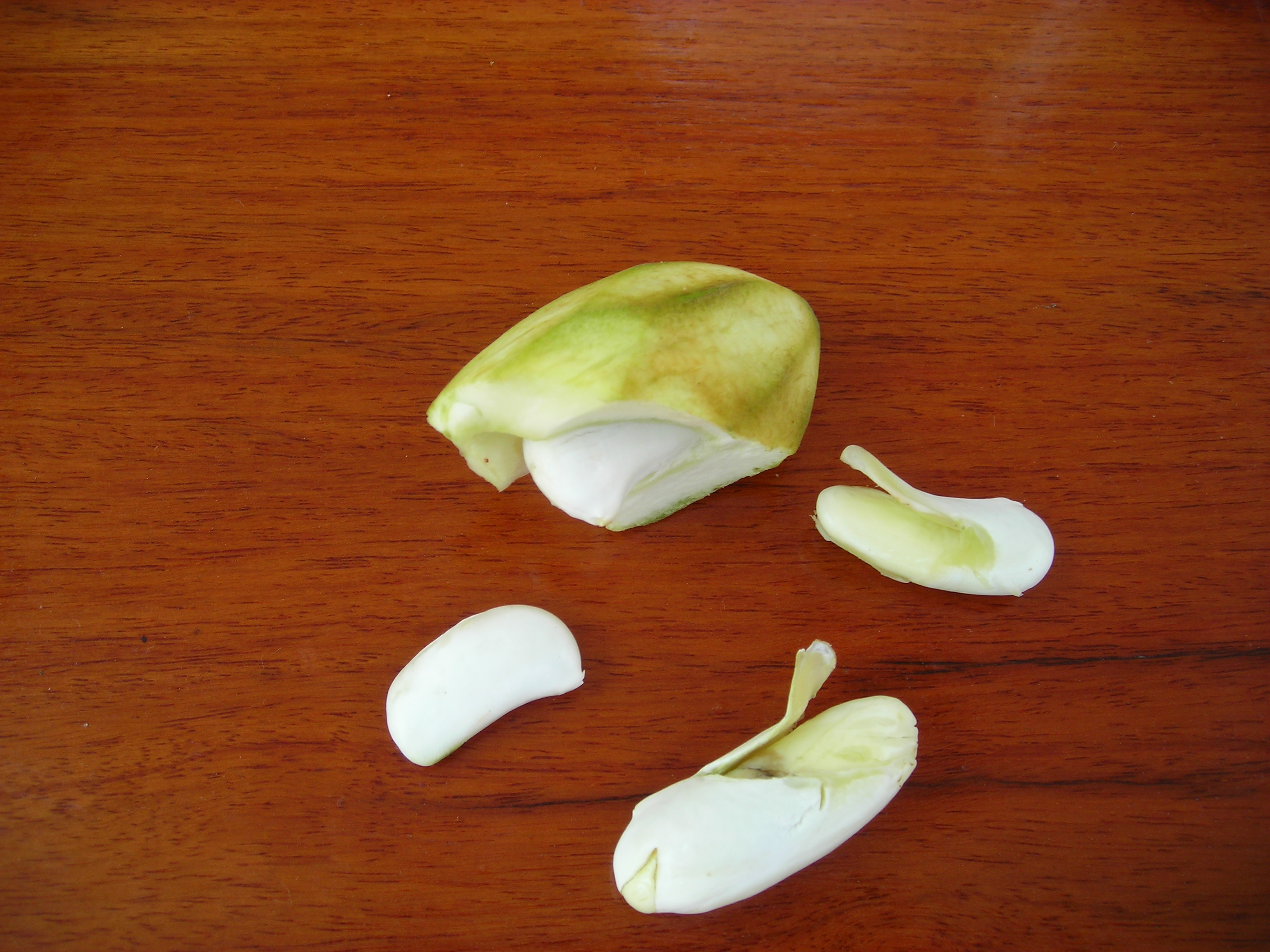
gherigli di mango

Il burro di mango o olio di semi di mango  è un grasso vegetale estratto dai semi della Mangifera indica (mango) una pianta della famiglia Anacardiaceae.
Sono state segnalate centinaia di diverse varietà di mango, di cui circa 30 sono coltivate con fini commerciali, ed il suo frutto è uno dei frutti tropicali più importanti. Il più grande paese produttore di mango è l'India, che produce oltre 19 milioni di tonnellate, su una produzione globale totale di oltre 50 milioni di tonnellate (anno 2017). L'albero di mango è alto circa 10-30m.  I frutti sono a forma per lo più ovoidale lunghi circa 8-12 cm. Quando è maturo, il frutto è arancione con un grande seme piatto nel mezzo. Il seme normalmente rappresenta tra il 9% e il 23% del peso del frutto. I semi vengono spesso scartati come rifiuti da chi processa i frutti per produrne il succo. All'interno del seme un gheriglio (endosperma + embrione)  che rappresenta tra il 45,7% e il 72,8% del peso del seme. Il gheriglio contiene quasi un 15% in peso di lipidi.
Il burro di mango è solido a temperatura ambiente e commestibile. Oltre che nell'uso come alimento , può essere impiegato nell'industria cosmetica per la produzione di rossetti e cosmetici per labbra, balsami . Nella UE è uno dei 5 grassi vegetali raffinati che può essere utilizzato dall'industria alimentare come equivalente del burro di cacao per la produzione del cioccolato.
Il numero CAS attribuito al burro di mango è: 90063-86-8 mentre il nome INCI è: MANGIFERA INDICA SEED OIL

## Estrazione
I semi vengono essiccati, di solito al sole, per ridurre il contenuto di umidità 12-15% prima dell'estrazione dei grassi. I semi prima della rimozione meccanica del guscio fibroso possono venir torrefatti. L'estrazione dei grassi dal gheriglio avviene per lo più con solvente, in genere esano, a volte combinata con la spremitura e/o il riscaldamento.

## Caratteristiche chimico-fisiche
Il burro di mango, come quasi tutti i grassi vegetali,  è una miscela eterogenea di lipidi, soprattutto trigliceridi ( oltre il 95%). A seconda della varietà della pianta da cui deriva prima della raffinazione può essere solido, semi-solido o liquido a temperatura ambiente.  Per la produzione alimentare e cosmetica viene commercializzato un prodotto raffinato, normalmente solido a 20 °C, giallastro o bianco a seconda del processo di decolorazione, con i seguenti tipici parametri chimico fisici:
| indice di rifrazione a 40 °C | 1,4550-1,4570 |
| numero di iodio              | 32-60,7       |
| numero di saponificazione    | 190,1-195,1   |
| temperatura di fusione       | 35–43 °C      |
| insaponificabili             | 1,2%MAX       |
| Steroli                      | 0,22-0,58     |
| peso specifico               | 0,9991        |

Nella raffinazione può essere frazionato in una frazione solida ed una liquida a temperatura ambiente.
Come tutti i grassi vegetali composti da miscele di trigliceridi è polimorfico, cioè assume diverse forme cristalline a seconda di come lo si riscalda e raffredda .
Molto simile al burro di cacao se miscelato con questo non presenta punti eutettici e incompatibilità.  La frazione solida del burro di mango avrà però a parità di temperatura una concentrazione di grassi solidi (cristalli) maggiore di quella del burro di cacao.

## Composizione
In tutti i grassi vegetali la composizione può variare in funzione della cultivar, delle condizioni ambientali, della raccolta e della lavorazione. Nel caso del burro di mango il grande numero di diverse varietà della pianta rende i dati particolarmente disomogenei.

| Distribuzione percentuale dei principali acidi grassi nel burro di mango (%) | Distribuzione percentuale dei principali acidi grassi nel burro di mango (%) | Distribuzione percentuale dei principali acidi grassi nel burro di mango (%) | Distribuzione percentuale dei principali acidi grassi nel burro di mango (%) |
| ---------------------------------------------------------------------------- | ---------------------------------------------------------------------------- | ---------------------------------------------------------------------------- | ---------------------------------------------------------------------------- |
| acido grasso                                                                 | Notazione Delta                                                              | Concentrazione rilevata in 10 varietà diverse min-max                        | Concentrazione rilevata in 43 varietà diverse (min-max)                      |
| acido palmitico                                                              | 16:0                                                                         | 7,9 - 10,0                                                                   | 3 - 8                                                                        |
| acido margarico                                                              | 17:0                                                                         |                                                                              | tr - 2                                                                       |
| acido stearico                                                               | 18:0                                                                         | 38,2 - 40,2                                                                  | 24 - 57                                                                      |
| acido oleico                                                                 | 18:1Δ9c                                                                      | 41,1 - 43,8                                                                  | 34 - 56                                                                      |
| acido linoleico                                                              | 18:2Δ9c12c                                                                   | 6,0 - 7,6                                                                    | 1 - 13                                                                       |
| acido α-linolenico                                                           | 18:3Δ9c,12c,15c                                                              | 0,6 - 1,0                                                                    |                                                                              |
| acido arachico                                                               | 20:0                                                                         | 1,7 - 2,6                                                                    | tr - 4                                                                       |
| Legenda: tr = tracce o <0,05%                                                |                                                                              |                                                                              |                                                                              |

Oltre ai trigliceridi, l'olio può contenere circa un 2% di insaponificabili, prevalentemente steroli, e oltre 200 ppm di tocoli, α-Tocoferolo 103 mg/kg e α-Tocotrienolo 179 mg/kg.
| concentrazione degli steroli nel burro di mango                                               | concentrazione degli steroli nel burro di mango                                               |
| concentrazione percentuale(%) sul totale dei principali steroli liberi e esteri (105 mg/100g) | concentrazione percentuale(%) sul totale dei principali steroli liberi e esteri (105 mg/100g) |
| --------------------------------------------------------------------------------------------- | --------------------------------------------------------------------------------------------- |
| Brassicasterolo                                                                               | 0,9                                                                                           |
| Campesterolo                                                                                  | 0,065                                                                                         |
| Stigmasterolo                                                                                 | 10,66                                                                                         |
| Beta-Sitosterolo                                                                              | 58,63                                                                                         |
| ∆5-Avenasterolo                                                                               | 7,19                                                                                          |
| Colesterolo                                                                                   | tr                                                                                            |
| ∆7-stigmasterolo                                                                              | 4,34                                                                                          |
| ∆7-Avenasterolo                                                                               | 19,0                                                                                          |

I trigliceridi principali del burro di mango hanno 3 alchili per un totale di 54 atomi di carbonio, senza calcolare il contributo del glicerolo. Nei burri solidi si tratta del SOS, dove alla molecola di glicerolo sono legati in sequenza l'acido Stearico, l'Oleico e lo Stearico; negli oli liquidi emerge il trigliceride SOO.  Seguono altri due trigliceridi, POS (Palmitico-Oleico-Stearico) e POP (Palmitico-Oleico-Palmitico). La poca omogeneità dei suoi trigliceridi ne determina una discreta variabilità nelle caratteristiche fisiche di consistenza e plasmabilità, per cui l'industria oleochimica è portata commercializzare frazioni, stearina o oleina, con una consistenza specifica per i potenziali utilizzi.
| Distribuzione percentuale dei principali trigliceridi nel burro di mango. | Distribuzione percentuale dei principali trigliceridi nel burro di mango. |
| ------------------------------------------------------------------------- | ------------------------------------------------------------------------- |
| POP                                                                       | 0,6-6,2                                                                   |
| POS                                                                       | 9–14                                                                      |
| SOS                                                                       | 20–40                                                                     |